# چیچو و فرانکو وطنی
چیچو و فرانکو وطنی فیلمی به کارگردانی علی میری، محصول سال ۱۳۴۸ است.
فیلمبرداری و مونتاژ این فیلم را آراکل باباخانیان و تهیه کنندگی آن را لامع و بشارتیان بر عهده داشتند.

## خلاصه داستان
داستان سفر دو دوست که در طول سفر دچار حوادثی غیرقابل پیش‌بینی برایشان اتفاق می‌افتد و …

## بازیگران
- علی میری
- شفیعی
- رامک
- آرزو
- پرنس
- اشراق
- بلور
- هلن
- حسن بلور
- احمد کاشانی
- فلور
- گیتا
- موسوی
- فرزانه
- مشکوه
- منیژه
- شیرازی
- کارمن
- نادری
- سوسن
- خسروی
- مهری
- پرویز پرویزی
- مهدی کریمی

## موسیقی
- آهنگساز یداالله بدر، شعرها از مهدی
- خواننده فتنه
- خوانندگان گیلانی شفیعی و ناصری
- موزیک از ارکستر هزار و یکشب